# صابون‌ماهی هندی
صابون‌ماهی هندی (نام علمی: Pogonoperca ocellata) نام یک گونه از سرده لوتی‌های ریشدار است.